# Morrelganj (underdistrikt)
Morrelganj är ett underdistrikt i Bangladesh. Det ligger i den södra delen av landet, 150 km söder om huvudstaden Dhaka.
Trakten runt Morrelganj består till största delen av jordbruksmark. Runt Morrelganj är det tätbefolkat, med 982 invånare per kvadratkilometer.